# Alejandro Rodríguez de la Peña
Manuel Alejandro Rodríguez de la Peña (Madrid, 8 de mayo de 1972) es un historiador, escritor y conferenciante español. Catedrático de Historia Medieval en la Universidad CEU San Pablo.  

## Trayectoria
Rodríguez de la Peña es premio extraordinario de licenciatura en Geografía e Historia, en la especialidad de Historia Antigua y Medieval, por la Universidad Autónoma de Madrid. En 1999 se doctoró con la tesis titulada Sabiduría y poder en la Edad Media: el arquetipo político del “Rex litteratus” en el Occidente cristiano. La tesis doctoral, que obtuvo un sobresaliente cum laude por unanimidad, estuvo dirigida por Carlos de Ayala Martínez. 
Ha desempeñado diversos puestos científicos en la Universidad de Cambridge, tales como visiting scholar (investigador invitado) en St John’s College o research fellow (profesor de investigación) en Wolfson College. Durante sus años de estancia en Cambridge trabajó junto al hispanista británico Peter A. Linehan, figura de referencia en los estudios sobre la cronística de la España medieval. 
Fue miembro del Proyecto de investigación A Genealogy of Morals dirigido por el profesor István Bejczy en la Universidad Radboud Nijmegen (Nimega, Países Bajos). 
En 2002 inició su carrera como docente en la que alterna puestos en centros formativos de la Fundación Universitaria San Pablo CEU con tres estancias como profesor invitado en las universidades chilenas de Gabriela Mistral, de Los Andes y del Desarrollo. En la Universidad CEU San Pablo ha desempeñado los cargos de Director del Instituto de Humanidades Ángel Ayala (2019-20), Director del Colegio Mayor de San Pablo (2008-11), Vicerrector Adjunto al Rector y de Profesorado (2009-11) y Vicerrector de Investigación (2007-09). En julio de 2021 obtuvo su Cátedra en Historia Medieval en la Universidad CEU San Pablo. 
El 19 de agosto de 2011, en el marco de la XXVI Jornada Mundial de la Juventud, Alejandro Rodríguez de la Peña fue el encargado de pronunciar el discurso de bienvenida en el encuentro que Benedicto XVI mantuvo con cientos de profesores universitarios en el Real Monasterio de San Lorenzo del Escorial.   
En mayo de 2014 fue candidato a la presidencia de la Asociación Católica de Propagandistas. Fue derrotado en las elecciones por el presidente que optaba a repetir mandato, Carlos Romero Caramelo.
Paralelamente a su labor docente y literaria, ha desarrollado una dilatada actividad divulgadora desde los más diversos medios. Es conferenciante habitual en la Asociación Católica de Propagandistas, la Fundación Politeia, el Centro de Estudios Judeocristianos del Arzobispado de Madrid, la Fundación Cultural Ángel Herrera Oria, el Centro de Estudios de Formación y Análisis Social (CEFAS), el Instituto Superior de Sociología, Economía y Política (ISSEP) y la Universidad de Mayores del Centro de Enseñanza Superior Cardenal Cisneros (adscrito a la Complutense). Ha impartido ponencias en universidades de Portugal, Reino Unido, Chile,  Italia y Francia. Ha escrito artículos para El Debate, La Iberia, El Mundo, La Razón o ABC. Destaca de igual modo su estrecha vinculación con el podcast cultural La caverna de Platón: programa dirigido y presentado por el profesor Domingo González Hernández que contó, desde sus comienzos en 2016, con la presencia de Rodríguez de la Peña como colaborador habitual.    

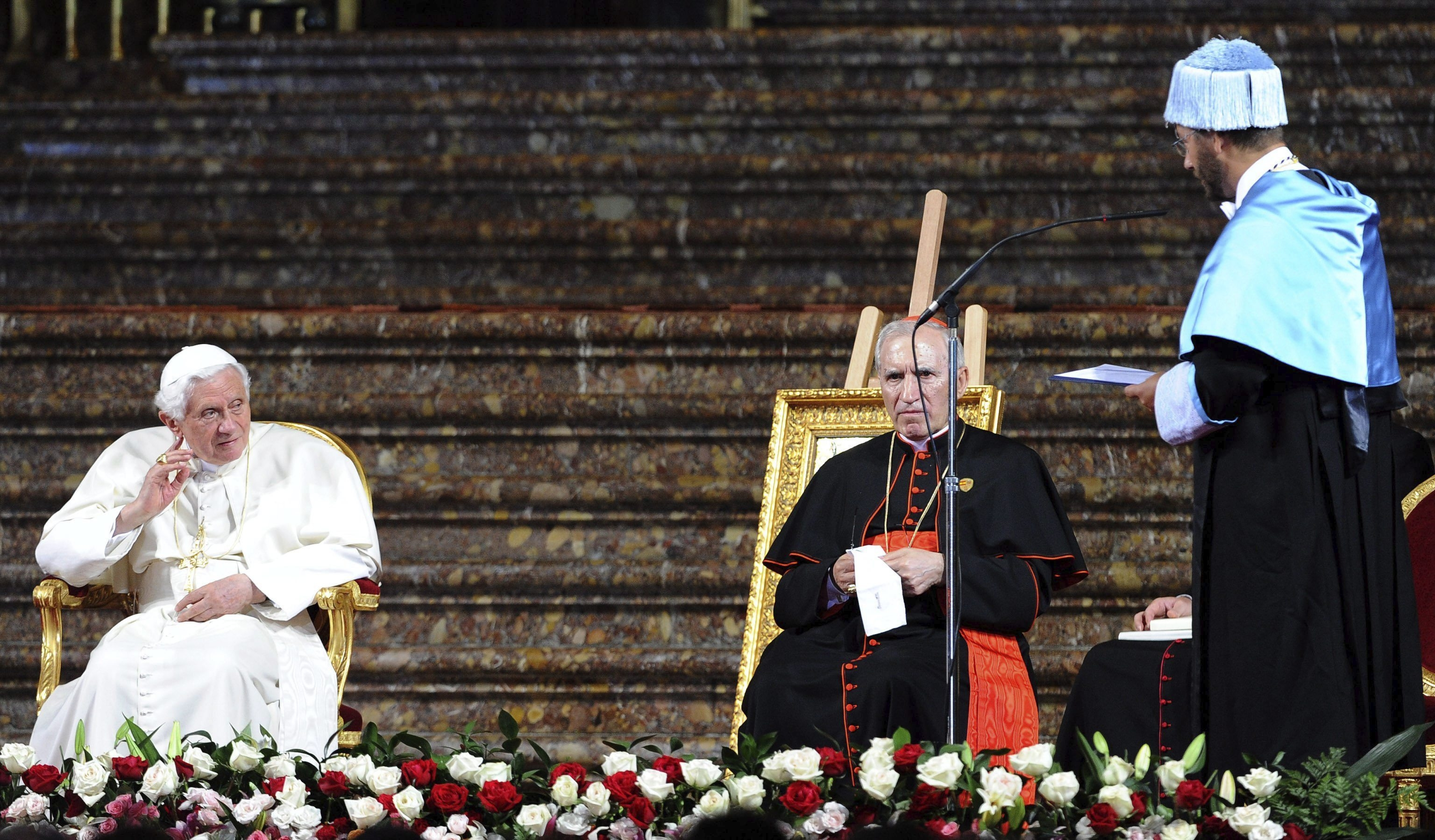
Encuentro con Benedicto XVI

Las influencias que perfilaron su pensamiento y estilo son muy variadas, comenzando por los historiadores Walter Ullmann, Ernst Kantorowicz, Christopher Dawson, Marc Bloch y Jacques Le Goff hasta los pensadores Dante Alighieri, Etienne Gilson, Henri de Lubac y Hans Urs Von Balthasar.

## Temas de investigación
Estudioso interdisciplinar de la Antigüedad y la Edad Media, con especial dedicación a la tradición sapiencial cristiana, el Sacro Imperio Romano Germánico, la historia de las ideas políticas, la cronística latina medieval, la historia de la ética de la violencia, la teoría de la Monarquía universal y la teología política de la Realeza medieval. Su labor investigadora ha producido siete libros, numerosas colaboraciones en obras colectivas y más de cincuenta artículos en revistas nacionales e internacionales.

### Ensayo
En 2008, fruto de los años de investigación doctoral y la experiencia en Cambridge, publicó su primer libro Los reyes sabios: Cultura y poder en la Antigüedad Tardía y la Alta Edad Media. La obra revela cómo la recepción del Ideal de la Realeza sapiencial fue clave tanto en el modelo ideológico como en la actividad de mecenazgo cultural que practicaron monarcas como Sisebuto, Carlomagno o Teodorico el Grande. Un arquetipo de monarca, emulado a lo largo de la Antigüedad Tardía y la Alta Edad Media, que será determinante en el nacimiento de la civilización occidental y de Europa como comunidad política. 

Si prestamos atención al contexto de estos sucesivos renacimientos medievales, comprobaremos que detrás de ellos se oculta una acción decidida del poder político y eclesiástico, más marcadamente el político (la Realeza) en los renacimientos carolingio (c. 800), alfrediano (c. 890), otónida (c. 960) y alfonsí (c. 1250) y claramente eclesiástico en el renacimiento del siglo XII, si bien los monarcas no dejaron de jugar un cierto papel en este último al tiempo que el clero fue «la mano de obra» de todos y cada uno de ellos. En efecto, detrás de cada renacimiento vislumbramos la sombra alargada de un Rey Sabio, ya sea financiando, premiando, reuniendo, estimulando y organizando a los intelectuales: Carlomagno, Carlos el Calvo, Alfredo el Grande, Otón I, Otón III, Enrique I, Roger II, Federico II, Alfonso X. El patronazgo regio, cuando no su propio ejemplo personal, fue decisivo en todos estos casos y creemos resulta de la mayor importancia dilucidar qué movió a estos monarcas a emprender esta aventura cultural que tan onerosa les resultó y tantas consecuencias acarreó para el destino de Europa (…) El motor detrás de toda esta actividad regia de apoyo a la cultura y la ciencia fue un ideal. Un ideal nacido de la teología política católica: el Ideal Sapiencial. Un ideal de amor a la sabiduría similar al de los filósofos griegos pero teñido de cristianismo dentro de una búsqueda de la Verdad iluminada por la Fe. De hecho, este Ideal Sapiencial medieval fue tan hijo de Sócrates como de Cristo, ya que sus fuentes las encontramos tanto en la Filosofía como en la Biblia.

Este estudio, junto con la publicación de Sage Kings (2021) y The Cultural Power of Medieval Monarchy (2023), conforman una trilogía, de referencia en su campo, que tiene por objeto el análisis de la Realeza sapiencial desde sus orígenes en el mundo antiguo hasta el siglo XIV.
Le siguen dos obras, concebidas inicialmente para ser publicadas en un solo volumen, que constituyen una reflexión sobre la compasión y la crueldad contempladas como dos caras de una misma moneda. Dos libros complementarios en los que su autor se aleja de su ámbito de especialización para profundizar en la dimensión moral de Occidente. Primero se publica Compasión. Una historia (2021). La obra traza la evolución de los estándares éticos y cómo la doctrina de figuras como el profeta Isaías, los maestros de la Era Axial o Jesús de Nazaret posibilitó que la compasión fuese socialmente asimilada y percibida como consustancial al ser humano. Un hito que, en palabras del propio autor, sufre en nuestros días un proceso de frivolización por la «banalización de la bondad y la hipertrofia del término víctima».

Basta con victimizar cualquier sujeto o colectivo para acallar cualquier disidencia. Ello se debe a que se aplica la hipérbole victimista por igual a dramas inenarrables y simples desgracias cotidianas. Todo ello acompañado de la priorización de unas víctimas -sobrerrepresentadas en el relato oficial o mediático- sobre otras -invisibilizadas-. Esto se desactiva recuperando el sentido de proporción en cuanto a qué es realmente el sufrimiento que merece compasión y recuperando el sentido común: ser víctima no significa necesariamente que lo que dices sea cierto.

En Imperios de Crueldad. La Antigüedad Clásica y la Inhumanidad (2022), se propuso historiar sobre las principales manifestaciones de violencia en el mundo grecorromano a partir de sus propios textos. Un estudio que no se centra en la violencia ejercida de manera individual, sino en el mal social; es decir, el conjunto de actos (sacrificios humanos, masacres de civiles desarmados, violaciones...) que fueron socialmente aceptados y valorados, así como su trayectoria desde la Grecia arcaica hasta el siglo XX. Rodríguez de la Peña analiza cómo la compasión y la humanidad fueron penetrando en un mundo propenso a la iniquidad, al tiempo que nos advierte, valiéndose de referencias como el Terror Jacobino o el Tercer Reich, sobre los peligros de valorar el legado clásico sin el trasfondo humanista cristiano.

Ahora bien, como ya sucediera en los siglos XIX y XX, estamos también ante «la constatación de un trágico equívoco» (Henri de Lubac), esto es, pensar que toda recuperación de la Antigüedad clásica será saludable per se frente al desafío ético que suponen el post-humanismo y la muerte de las humanidades.

Y es que la mirada ética con la que se haga esta relectura de los Clásicos resulta de fundamental importancia. En este sentido, no está de más subrayar que todos los sucesivos renacimientos de la Antigüedad, salvo la Ilustración o figuras aisladas como Maquiavelo, adoptaron una mirada de lo clásico desde los presupuestos del humanismo cristiano. Y esto los hizo más benéficos, pues solo con la Ilustración el legado clásico se volvió «políticamente peligroso».

En septiembre de 2023 se publica Iniquidad: El nacimiento del Estado y la crueldad social en las primeras civilizaciones, libro que marca el cierre de una trilogía centrada en el estudio de la crueldad y la compasión en la Antigüedad. En este ensayo, Rodríguez de la Peña fija el punto de su investigación sobre la violencia indiscriminada y la crueldad socialmente aceptada en las culturas antiguas de Oriente ajenas a la civilización grecorromana. Por la obra subyace una invitación a reflexionar sobre cuestiones sustanciales para el estudio de la «violencia gratuita»: ¿En qué medida la violencia estructural cambia en función del marco civilizatorio? ¿Es la violencia en los pueblos nómadas mayor o menor que entre los pueblos urbanos? ¿En qué medida la violencia de masas se ve afectada por la religión, el Estado o una cultura en concreto?.

No eran mejores que los griegos y romanos, incluso cabe afirmar que eran aún más crueles en algunos aspectos. 
De hecho, a lo largo de este recorrido por la iniquidad y las formas de opresión en el mundo antiguo se puede tener la impresión de que el nacimiento y desarrollo de las diferentes civilizaciones solo supuso un ‘perfeccionamiento’ en los métodos de la crueldad, o incluso inferir que el progreso humano en las artes y las ciencias no implicó un mejoramiento ético paralelo.

Con el fin de resaltar las Luces de la Edad Media occidental se publica en abril de 2024 La Europa de Dante. La obra fusiona dos proyectos de ensayo: por parte del autor, el deseo de materializar en un libro las investigaciones realizadas en el transcurso del séptimo centenario del fallecimiento de Dante Alighieri. Por parte de la editorial, una obra que detallase la cristiandad en la Edad Media a través de los ojos de Atenas, Roma y Jerusalén. Si Virgilio fue el guía de Dante en el mundo de ultratumba, Rodríguez de la Peña se sirve del “profeta”, filósofo y poeta florentino para viajar en el tiempo a la edad de oro de la Cristiandad medieval: el siglo XIII y la primera mitad del siglo XIV. Un periodo luminoso, según Rodríguez, comparable a la Atenas de Pericles, la Florencia de los Medici o la Roma de Augusto.

Este libro está estructurado de forma tripartita a partir de tres grandes principios que, para los autores medievales, encarnaban tres grandes ciudades de la Antigüedad: Atenas (Studium), Roma (Imperium), Jerusalén (Sacerdotium). Esto es, la sabiduría, el poder y la fe. [...] Nos serviremos de la gigantesca figura de Dante y de su obra inmortal para intentar comprender mejor esa Europa floreciente del año 1300, en particular la compleja cosmovisión cultural, política y espiritual del Medievo latino.

## Narrativa
La publicación en junio de 2025 de la obra 1077. El invierno del Rey Mendigo supuso la primera incursión de Rodríguez de la Peña en el género narrativo. La novela, que a pesar de su encuadre natural en el terrero de la ficción histórica se sustenta sobre acontecimientos y personajes históricos, gira en torno al conflicto que opuso al Papa Gregorio VII y al emperador Enrique IV fruto de los cambios instaurados en la Iglesia tras la reforma gregoriana. Personalidades como la Gran Condesa Matilde de Toscana o el Prior Anselmo de Bec reviven en una intrincada sucesión de rivalidades e intrigas de cuya lectura se deduce una reflexión sobre el poder, sus límites y contrapesos.

## Publicaciones

### Tesis doctoral
- Sabiduría y poder en la Edad Media: el arquetipo político del “Rex litteratus” en el Occidente cristiano.[24]

### Libros
- 2008 Los reyes sabios: Cultura y poder en la Antigüedad Tardía y la Alta Edad Media.[25]
- 2021 Sage Kings. Wisdom and Royal Power in Antiquity and Early Christianity.[26]
- 2021 Compasión. Una historia. (segunda edición publicada en 2022)[27]
- 2022 Imperios de crueldad. La Antigüedad Clásica y la inhumanidad.[28]
- 2023 The Cultural Power of Medieval Monarchy: Political Ideology, Court Culture, and Patronage of Learning in the royal courts of Europe.[29]
- 2023 Iniquidad: El nacimiento del Estado y la crueldad social en las primeras civilizaciones.[30]
- 2024 La Europa de Dante.[31]
- 2025 1077 El invierno del Rey Mendigo.[32]

### Como Editor y Coeditor
- 2009 Hacedores de Frontera: estudios sobre el contexto social de la Frontera en la España medieval.[33]
- 2009 Traditio Catholica: en torno a las raíces cristianas de Europa. (con Francisco Javier López Atanes)[34]
- 2014 Iglesia, Guerra y Monarquía en la Edad Media. Miscelánea de Estudios Medievales. (con José Peña González)[35]
- 2015 Carlomagno y la civilización Carolingia. Estudios conmemorativos en el 1.200 aniversario (814-2014). (con José Peña González)[36]
- 2021 Fake News y Edad Media. (Con Giovanni Collamati)[37]

### Capítulos en obras colectivas
| - "La figura del obispo cronista como ideólogo de la Realeza en León y Castilla: la construcción de un nuevo modelo de didáctica política en la primera mitad del siglo XIII”, La imagen del obispo en la Edad Media, eds. Martin Aurell y Ángeles García de la Borbolla, editorial Eunsa (Ediciones Universida de Navarra), Pamplona, 2004, pp. 115-152 / ISBN 84-313-2201-2. - "El discurso sobre la Realeza en el pensamiento político castellano del siglo XV”, Isabel la Católica. Homenaje en el V Centenario de su muerte, ed. Juan Carlos Domínguez Nafría, editorial Dykinson, Madrid, 2005, pp. 111-125 / ISBN 84-9772-667-7. - "Latin Histories and Chronicles”, Dictionary of Literary Biography, vol. 337, Castilian Writers: 1200-1400, ed. Frank A. Domínguez y George Greenia, editorial Thomson Gale, Detroit, 2007, pp. 325-332; ISBN 978-0-7876-8155-5. - "Rex strenuus valde litteratus: Strength and Wisdom as Royal Virtues in Medieval Spain”, Princely virtues in the Middle Ages (1200-1500), eds. Cary Nederman e István Bejczy, Brepols, Turnhout (Bélgica), 2007, pp. 33-51 / ISBN 978-2-503-51696-7. - "Translatio Studii y Translatio Imperii: autoridad y sabiduría en la formación de la idea medieval de Europa”, La identidad de Europa. Tradición clásica y Modernidad, eds. Dalmacio Negro Pavón y Pablo Sánchez Garrido, CEU ediciones, Madrid, 2008, pp. 25-46 / ISBN 978-84-96860-93-3. - "Añadiendo muertos a los muertos: el destino de los vencidos en la frontera de Al Ándalus en la cronística latina plenomedieval”, Hacedores de Frontera: estudios sobre el contexto social de la Frontera en la España medieval, ed. Manuel Alejandro Rodríguez de la Peña, CEU Ediciones, Madrid, 2009, 27-60. - "¿Media Tempestas? Las raíces cristianas de Europa y la Leyenda Negra de la Edad Media”, Traditio Catholica: reflexiones en torno a las raíces cristianas de Europa, eds. Manuel Alejandro Rodríguez de la Peña y Francisco Javier López Atanes, CEU Ediciones, Madrid, 2009, pp. 15-44. - "Rex elucubrans in libris: bibliotecas palatinas y monarcas bibliófilos en el Occidente medieval”, Reyes, monjes y sabios. Estudios internacionales de historia del libro y de la lectura, ed. Ana Belén Sánchez Prieto, Académie Belgo-Espagnole d’Histoire, Bruselas-Madrid, 2009, pp. 11-50. - “Alcuino de York, ideólogo del Imperium Christianum: el análisis político en el renacimiento carolingio”, Historia del Análisis Político, eds. Consuelo Martínez-Sicluna y Pablo Sánchez Garrido, editorial Tecnos, Madrid, 2011, pp. 175-188. - “El Rey como miles litteratus. Los clérigos áulicos, la cultura escrita y la clericalización de la Realeza feudal en el siglo XII”, Poder, piedad y devoción. Castilla y su entorno. Siglos XII-XV, ed. Isabel Beceiro, editorial Silex, Madrid, 2014, pp. 15-51. - “La Realeza imperial constantiniana: un cesaropapismo triunfal y sapiencial”, Iglesia, Guerra y Monarquía en la Edad Media. Miscelánea de Estudios Medievales, eds. José Peña González y M. A. Rodríguez de la peña, CEU Ediciones, Madrid, 2013, pp. 49-82. - “Martín I El Humano. Un Rey sabio en el Otoño del Casal d’Aragó”, Iglesia, Guerra y Monarquía en la Edad Media. Miscelánea de Estudios Medievales, eds. José Peña González y M. A. Rodríguez de la Peña, CEU Ediciones, Madrid, 2014, pp. 207-232. | - "Carlomagno y la Realeza sapiencial”, Carlomagno y la civilización Carolingia. Estudios conmemorativos en el 1.200 aniversario (814-2014), eds. José Peña González y M. A. Rodríguez de la Peña, CEU Ediciones, Madrid, 2015, pp. 125-139. - “Sapiential Rulership in the Eleventh Century: The Political Theology of Royal Wisdom”, Political Theology in Medieval and Early Modern Europe, eds. Jaume Aurell, Montserrat Herrero y A. C. Miceli, Brepols, Turnhout (Bélgica), 2016, pp. 89-110. - “En torno a los orígenes de la Universidad en España”, Luces y sombras de la cultura católica en el siglo XX. Aproximación general y análisis comparado, ed. Antonio Martín Puerta, editorial Comares, Granada, 2018, pp. 71-84. - “Europa y la Ciudad de Dios. Reflexiones en torno a la tradición cristiana europea”, Europa. Del rapto a la audacia de creer, ed. M. T. Cid Vázquez, Fundación Universitaria Española, Madrid, 2019, pp. 97-134. - “The ‘Wise King’ topos in Context: Patronage of Learning, Royal Literacy and Political Theology in Medieval Western Europe (c. 1000-1200)”, The Routledge History of Monarchy, eds. Elena Woodacre, Lucinda H. Dean y Chris Jones, Routledge, Londres, 2019, pp. 38-53. - “La idea de Monarquía universal y los primeros Habsburgo”, Autoridad, poder y jurisdicción en la Monarquía Hispánica, ed. Consuelo Martínez-Sicluna, Dykinson, Madrid, 2020, pp. 49-68. - “La idea imperial en la Edad Media: Romanidad, sacralidad, universalidad”, Origen y metamorfosis de las formas imperiales en la historia, eds. Antonio Martín Puerta y Patricia Santos Rodríguez, Comares, Granada, 2020, pp. 49-62. - “Anatema y guerra santa: apuntes en torno a la recepción medieval de la narrativa bíblica de bellum sacrum”, Memoria y fuentes de la guerra santa peninsular (ss. X-XV), eds. Carlos De Ayala, Francisco García Fitz y Santiago Palacios, Ediciones Trea, Gijón, 2021, pp. 77-101. - “Carolus Imperator romanorum: Imperio universal y humanismo carolino”, El tiempo de la libertad. Historia, política y memoria de las Comunidades en su V Centenario, ed. Salvador Rus Rufino y Eduardo Fernández García, Tecnos, Madrid, 2022, pp. 383-418. - “Discípulos de Dante: Humanismo e Imperio en el pensamiento de Carlos V y del Gran Canciller Gattinara”, Tiempos de reforma: Pensamiento y religión en la época de Carlos V, ed. Emilio Callado, Dykinson, Madrid, 2022, pp. 77-108. - “Medievo, Estado particular y universalismo: Apuntes en torno al pensamiento histórico de Dalmacio Negro”, Dalmacio Negro: Pensar el Estado, ed. Jerónimo Molina, Los Papeles del Sitio, Sevilla, 2022, pp. 137-150. |

### Selección de artículos en revistas especializadas
| - "Reges scriptores: narrativas de legitimación política y producción documental en entornos regios (siglos XII-XV)". Medievalismo, 32, 2022, 339-378. - "Los Emperadores Teólogos: Concilios, sabiduría e Imperio cristiano en la Antigüedad Tardía". El Olivo. Documentación y estudios para el diálogo entre Judíos y Cristianos, XLV/94, 2021, pp. 51-72. - "Eusebius and Alcuin on Constantine and Charlemagne as wise rulers: Sapiential Rulership in Late Antiquity and the Early Middle Ages". Espacio, Tiempo y Forma, Serie III, Historia medieval, 34/2, 2021, pp. 881-914. - "Imperio y sabiduría: Mecenazgo cultural e ideal imperial en la corte de los primeros Habsburgo (1442-1519)". Aforismos, 2, 2020, pp. 33-58. - "Realeza sapiencial y mecenazgo cultural en los reinos de León y Castilla (1000-1200)". Studia Historica, 33, 2015, pp. 69-96. - "Rex excelsus qui scientiam diliget: La dimensión sapiencial de la Realeza alfonsí". Alcanate: Revista de Estudios Alfonsíes, 9, 2014/15, pp. 107-135. - "Mecenas, trovadores, bibliófilos y cronistas: Los reyes de Aragón del Casal de Barcelona y la sabiduría (1162-1410)". Revista Chilena de Estudios Medievales, 2, 2012, pp. 81-120. | - "Los reyes bibliófilos: Bibliotecas, cultura escrita y poder en el Occidente medieval". En la España Medieval, 33, 2010, pp. 9-42. - "Rex institutor scholarum: La dimensión sapiencial de la Realeza en la cronística de León-Castilla y los orígenes de la Universidad de Palencia". Hispania Sacra, LXII/126, Julio-Diciembre, 2010, pp. 491-512. - "La Realeza sapiencial y el ciclo del Alexandre medieval: tradición gnómica y arquetipos políticos en la literatura del Occidente latino (siglos XII y XIII)”, Historia. Instituciones. Documentos, 26, 1999, pp. 459-490. - "Imago Sapientiae: Los orígenes del ideal sapiencial medieval". Medievalismo, 7, 1997, pp. 11-39. - “Konstantin der Große und christliche Weisheit. Ein Beitrag zur politischen Theologie in der Spätantike”, Romische Quartalschrift für Christliche Altertumskunde und Kirchengeschichte, Band 115, Heft 3-4, 2020, pp. 76-91. - “Rex scholaribus impendebat: The King’s Image as Patron of Learning in Thirteenth Century`s French and Spanish chronicles. A Comparative Approach”, The Medieval History Journal, nº 5/1, 2002, pp. 21-36. |